# 候气
候气是一种测候之术，即将长短符合黄钟十二律的律管（竹管）按一定方式置于密室内，并在管中填入芦苇膜（即葭莩）烧成的灰。中国古代天文学家相信，当太阳运行到十二中气所在的位置时，“地气上升”，对应律管中的葭莩灰即会扬起。由于度量衡的定义中也用到律管，候气将度量衡、节气和音律三者结合，体现了天人合一的思想。
依據現存可見的史料，候气之说始见于汉代史籍。自南北朝信都芳测验候气“每月所候，言皆无爽”“若符契焉”后，候气渐被社会广为接受。明中叶后，对候气的质疑增多。天文学家希望以候气验证历法，却屡测不应，往往敷衍了事，甚至虚造气应。清初，候气被卷入新旧历法之争，支持旧历的杨光先入掌钦天监后多方尝试，始终未能以候气成功测验。历狱平反后，钦天监不再进行候气，候气说被官方放弃。

## 记载
《后汉书·律历志》中有对候气实验方法的明确记载。如《志第一·律历上》中载：“夫五音生于阴阳，分为十二律，转生六十，皆所以纪斗气，效物类也。天效以景，地效以响，即律也。阴阳和则景至，律气应则灰除。是故天子常以日冬夏至御前殿，合八能之士，陈八音，听乐均，度晷景，候钟律，权土炭，效阴阳。冬至阳气应，则乐均清，景长极，黄钟通，土炭轻而衡仰。夏至阴气应，则乐均浊，景短极，蕤宾通，土炭重而衡低。进退于先后五日之中，八能各以候状闻，太史封上。郊则和，否则占。候气之法，为室三重，户闭，涂衅必周，密布缇缦。室中以木为案，每律各一，内庳外高，从其方位，加律其上，以葭莩灰抑其内端，案历而候之。气至者灰动。其为气所动者其灰散，人及风所动者其灰聚。殿中候，用玉律十二。惟二至乃候灵台，用竹律六十。候日如其历。”
《北史·信都芳传》记述了一些关于候气的史料：“芳精专不已，又多所窥涉。丞相仓曹祖珽谓芳曰：‘律管吹灰，术甚微妙，绝来既久，吾思所不至，卿试思之。’芳留意十数日，便报珽云：‘吾得之矣，然终须河内葭莩灰。’祖对试之，无验。后得河内灰，用术，应节便飞，馀灰即不动也。不为时所重，意不行用，故此法遂绝。”
《隋书·律历上》记载了信都芳成功施行候气：“后齐神武霸府田曹参军信都芳，深有巧思，能以管候气，仰观云色。尝与人对语，即指天曰：‘孟春之气至矣。’人往验管，而飞灰已应。每月所候，言皆无爽。又为轮扇二十四，埋地中，以测二十四气。每一气感，则一扇自动，他扇并住，与管灰相应，若符契焉。”
唐代天文学家李淳风后来在《晋书·律历志上》同时记载了另一种候气法：“云以律著室中，随十二辰埋之，上与地平，以竹莩灰实律中，以罗致豰覆律吕，气至吹灰动豰。小动为和；大动，君弱臣强；不动，君严暴之应也。”即在一间房子里将十二支律管按子、丑、寅、卯、辰、巳、午、未、申、酉、戌、亥十二辰的方位埋好，使律管的上口与地面齐平，然后在律管内填入竹子的内膜，再用罗纱盖在管口上。等到交天气至的时候，相应律管内的竹膜就会飞出，覆盖于管口上的罗纱也会随之伏动。
明代天文学家朱载堉对候气进行了充分实验，得出结论认为候气纯属捏造，其所著的《律吕正论》中称：“旧说：凡造律，河内葭莩灰、上党羊头山黍、宜阳金门山竹，三者不可缺一。然此三者皆易得之物也。所谓河内，即敝邑也。北距上党，南距宜阳，皆约三、四日路。万历八年，庚辰之岁，余尝遣人探取三者，单粒之秬、双粒之秠、长节之竹，不止数万。亦自种之，黍成顷、竹成林，至今田园所收黍竹，皆彼处之种也。然地土不宜，不如彼处所产也。又尝依蔡元定之说，自长十寸，递减毫厘，至于五寸，共有三百八十四等，浅深排列，试验吹灰，竟无吹灰之理。始觉凡信此者，皆愚人、妄人也。”

## 实验方法

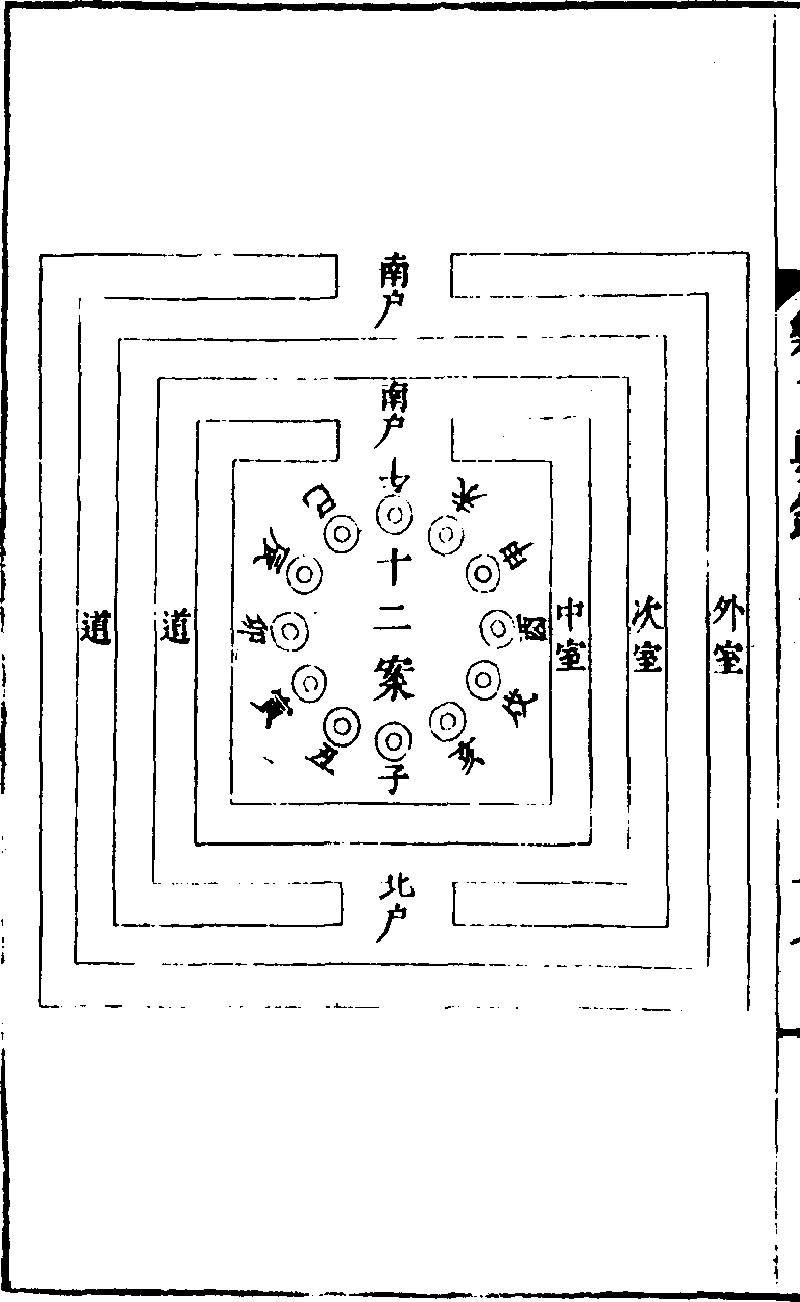
汉律室图，《乐书要录》第55页

据后汉书记载，候气实验，将一房间密封，其中放置木案数张，每一声律各占一张，按声律从低到高由内向外摆放，将葭莩灰填于管内。每到一个节气，相应律管中的灰就被吹动。被气吹动者散，被人或风吹动者聚。這是一種試圖追求校訂日曆和音律的實驗。

### 实验材料
候气实验使用律管作为实验材料。律管由十二个管组成，其由右至左分别为：黄钟，大吕，泰簇，夹钟，姑洗，仲吕，蕤宾，林钟，夷则，南吕，无射，应钟。

## 候气与中国古代天文宇宙论
候气实验是天人感应宇宙论体系下对宇宙间最基本的物质“气”的研究，也是试图解决天文律历中最根本的问题，即节气的确定。
中国古人認為“同类相聚”，“同气相求”，“同声相应”，以為這樣就可以透過律管噴灰來得到測定日曆的方法，其實與他們的宇宙觀息息相關。

## 候气与天文历法的关系

### 《史记·律书》中气，星，律，历的关系
| 八风   | 十二地支 | 十二月 | 二十八宿   |      |
| ------ | -------- | ------ | ---------- | ---- |
| 不周风 | 亥       | 十     | 营室,危    | 应钟 |
| 广莫风 | 子       | 十一   | 虚,女      | 黄钟 |
|        | 丑       | 十二   | 牵牛,建    | 大吕 |
| 条风   | 寅       | 一     | 箕,尾,宿   | 泰簇 |
| 明庶风 | 卯       | 二     | 氐,亢      | 夹钟 |
|        | 辰       | 三     | 角         | 姑洗 |
| 清明风 | 巳       | 四     | 轸,翼      | 仲吕 |
| 景风   | 午       | 五     | 七星,张,注 | 蕤宾 |
| 凉风   | 未       | 六     | 弧,狼      | 林钟 |
|        | 申       | 七     | 罚,参      | 夷则 |
|        | 酉       | 八     | 浊,留      | 南吕 |
| 阊阖风 | 戌       | 九     | 胃,娄      | 无射 |

中国古代认为历由律生，而律历根本上来说是由宇宙之气决定的。气动而生风，即八方之风应八节之气，又与二十八宿，十二地支相应，反映了一年中宇宙节律，阴阳之气消长的变化。

## 外部連結
- 黃一農、張志誠：〈中國傳統候氣說的演進與衰頹〉。
- 黃一農：〈候氣說：中國科學史上最大的騙局〉。